# Viking: Battle for Asgard
Viking: Battle for Asgard est un jeu vidéo du type hack 'n' slash développé par Creative Assembly et édité par Sega, sorti en 2008 sur Windows, Xbox 360 et PlayStation 3.

## Accueil
- Destructoid : 6,9/10[1]
- Eurogamer : 5/10[2]
- Game Informer : 7,25/10[3]